# Cannons
Cannons es una banda estadounidense de indie pop formada en 2013 en Los Ángeles. La banda está formada por la vocalista principal Michelle Joy, el guitarrista Ryan Clapham y el teclista y bajista Paul Davis.

## Historia

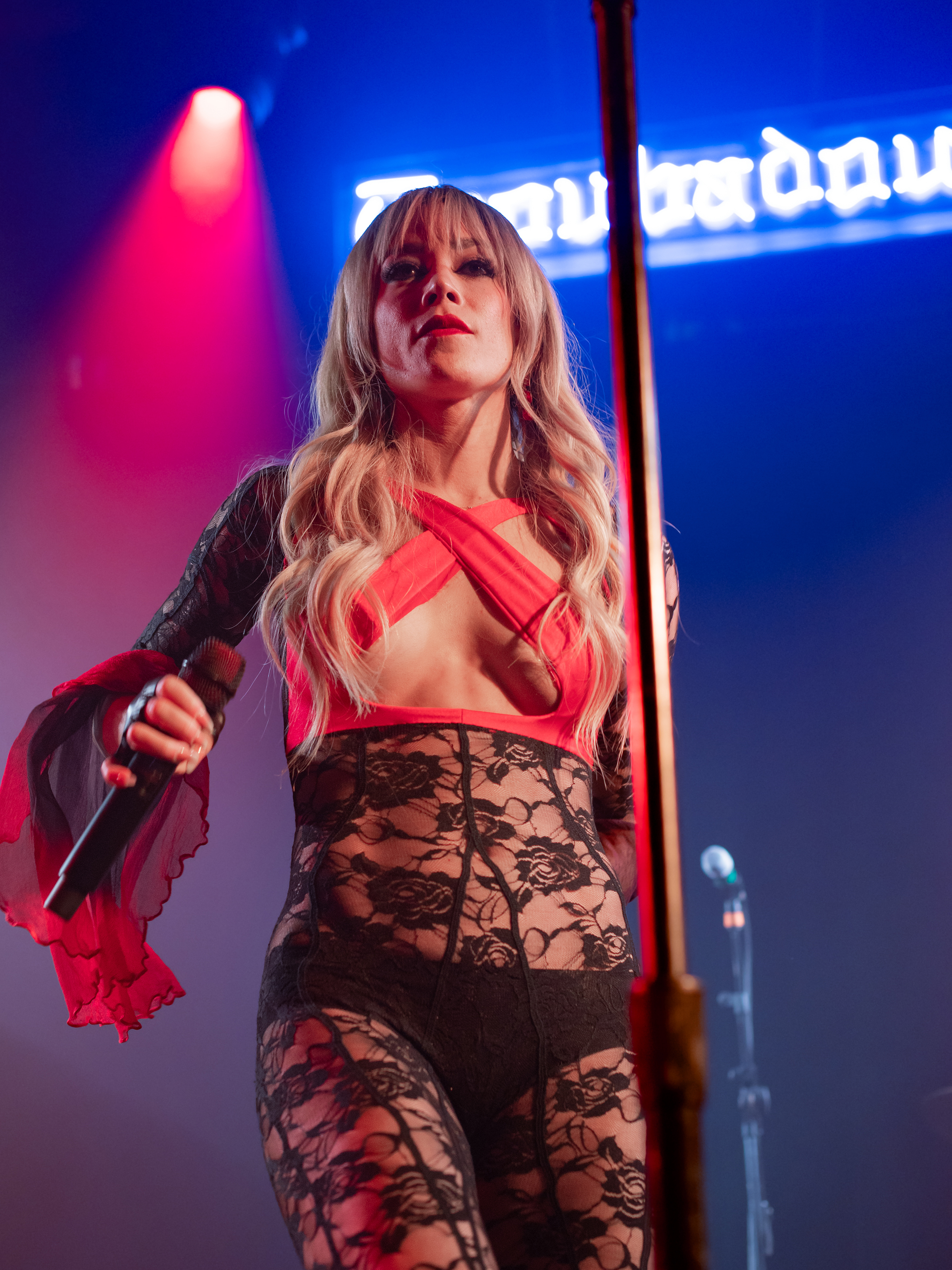
Michelle Joy en una actuación de Cannons en 2024.

Ryan Clapham y Paul Davis, amigos desde la infancia, comenzaron a componer música juntos en su adolescencia. En 2013, Joy publicó un anuncio en Craigslist, Clapham y Davis contactaron con Joy, y le propusieron crear un grupo y que ella fuese la voz, Clapham el guitarrista y Davis el teclista y bajo.  La banda recibió el nombre de Cannons. La clave del contacto fue el proyecto musical TR/ST, palabra clave que los 3 miembros incluyeron en sus perfiles.
Comenzaron a producir sus primeros temas vía internet, antes de conocerse personalmente. Las 2 primeras canciones de la banda fueron Shallow Lagoon y Heart Full of Doubt. Lanzaron su primer EP Up All Night en 2014. Luego, su álbum debut Night Drive en 2017, así como un segundo EP, In a Heartbeat, al año siguiente. Shadows, el segundo álbum de Cannons, fue lanzado en 2019 por AntiFragile Music. Fire for You, el primer sencillo de Shadows, obtuvo una importante tracción comercial después de aparecer en un episodio de 2020 de la serie de televisión de comedia dramática Never Have I Ever. 
Posteriormente, la banda firmó con Columbia Records. A principios de 2021, Fire for You alcanzó el número uno en la lista Billboard Alternative Airplay. Fever Dream, el tercer álbum de la banda, se lanzó en marzo de 2022. 
Después de adelantar su cuarto álbum durante algunos meses y lanzar tres sencillos anteriores del álbum, Cannons anunció que Heartbeat Highway se lanzaría el 10 de noviembre de 2023, precedido por un cuarto sencillo, "Crush". 
Un regreso al estudio a finales de 2024 adelantó un posible quinto álbum, con grabaciones incluídas en Sunset Sound. En junio de 2025, para celebrar los 6 años de Shadows, Cannnons publica Shadows (Midnight Edition), en donde a las 6 canciones originales se les unen 3 versiones distintas de Fire For You, Shadows y Talk Talk.

## Miembros
- Ryan Clapham – guitarra
- Paul Davis – bajo, teclados
- Michelle Joy – voz

Miembros de Gira
- Ben Hilzinger – batería

## Discografía

### EP
- Up All Night (2014)
- Down on Love (2015)
- Spells (2015)
- In a Heartbeat (2018)

### Álbumes
- Night Drive (2017)
- Shadows (2019)
- Covers By Cannons (2021)
- Fever Dream (2022)
- Heartbeat Highway (2023)
- Shadows (Midnight Edition) (2025)